# South Head
Das South Head ist eine Landspitze am südlichen Ende von McDonald Island im südlichen Indischen Ozean.
Wissenschaftler einer 1948 durchgeführten Kampagne der Australian National Antarctic Research Expeditions hielten sie für eine Insel und benannten sie als South Island. Dies wurde in späteren Jahren berichtigt und die Benennung dementsprechend angepasst.